# Лаю себе

Альтернативна обкладинка синглу

«Лаю себе» — дебютний синґл гурту FliT, виданий 2008 року.

## Список композицій
1. «Лисичка»
2. «Око в кишені»
3. «This is my DJ»
4. «Їжачок» (mix Mahra)
5. «Лисичка» (mix Mahra)
6. «Спаплюжений» (mix Frost)
7. «Всі шляхи є схвалені» (mix Mahra)
8. «Їжачок» (mix PsyRayGroup)